# 자낭현

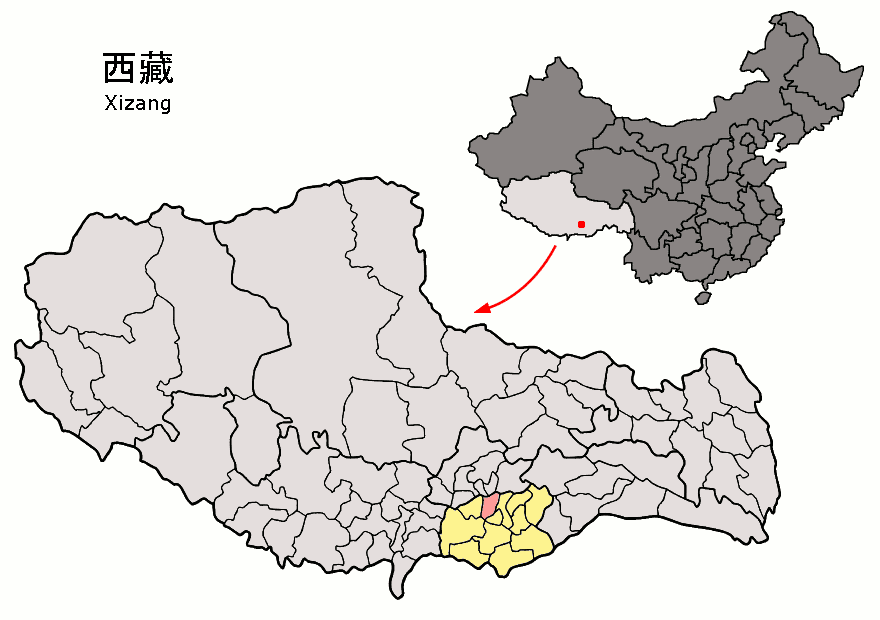
차낭 현의 위치

자낭현(티베트어: གྲ་ནང་རྫོང་ 차낭 종, 중국어: 扎囊县, 병음: Zhānáng Xiàn)은 티베트 자치구 산난 지구의 현급 행정구역이다. 넓이는 2157km2이고, 인구는 2007년 기준으로 40,000명이다.

## 지리
최고점 해발고도는 5698m, 최저점 해발고도는 3541m이다. 연평균 기온은 8.25°C, 연평균 강수량은 420mm, 연일조시간은 3092시간이다.

## 행정 구역
2개 진, 3개 향을 관할한다.
- 진: 扎塘镇, 桑耶镇.
- 향: 阿扎乡, 扎期乡, 吉汝乡.